# Gloydius halys
Gloydius halys este o specie de șerpi din genul Gloydius, familia Viperidae, descrisă de Pallas 1776.

## Subspecii
Această specie cuprinde următoarele subspecii:
- G. h. affinis
- G. h. boehmei
- G. h. caraganus
- G. h. caucasicus
- G. h. cognatus
- G. h. halys
- G. h. mogoi
- G. h. liupanensis
- G. h. stejnegeri